# Igreja Católica Ortodoxa de Portugal
Igreja Católica Ortodoxa de Portugal é uma igreja ortodoxa autónoma não canônica em Portugal, fundada em 1966 pelo padre João (Dr. Eduardo Henrique Pinto da Rocha). É reconhecida legalmente pelo Estado português e atualmente é liderada pelo metropolita João I, que serve como primaz e chefe da igreja.

## História

### Origens e Fundação
A história da Igreja Ortodoxa em Portugal teve início com o padre João (Eduardo Henrique Pinto da Rocha), um ex-soldado do Exército Português que se converteu à fé ortodoxa. Inicialmente, ele fazia parte da Igreja Ortodoxa Russa no Exterior sob a jurisdição do arcebispo Antonio Bartoshevich de Genebra. Em 1968, o padre João celebrou a primeira Divina Liturgia segundo o rito bizantino em Portugal. Nos anos seguintes, ele trabalhou ativamente para estabelecer a presença ortodoxa no país, atraindo novos convertidos e fundando comunidades.
No dia 13 de junho de 1978, o padre João se colocou sob a jurisdição do arcebispo Auxentios de Atenas da Igreja Ortodoxa Grega Veterocalendarista. Foi sagrado bispo no mesmo ano com o nome de João Gabriel, tornando-se assim o primeiro bispo ortodoxo português. Em 1984, a Igreja recebeu autonomia do Sínodo Grego e o bispo João Gabriel foi elevado à dignidade de metropolita primaz, tornando-se o chefe da nova Igreja Autônoma Ortodoxa de Portugal.

### Rompimento com a Igreja Grega e Comunhão com a Igreja Polonesa
Em 1988, a Igreja cortou relações com a Igreja Veterocalendarista Grega por razões teológicas, disciplinares e canônicas. De 1988 a 1990, permaneceu sem comunhão com qualquer outra igreja ortodoxa. Entrou em comunhão com a Igreja Ortodoxa Autocéfala da Polônia em 1990, mantendo seu status autônomo reconhecido pelos poloneses. Esta comunhão foi reforçada em 1997 quando o metropolita Basílio I da Polônia entronizou solenemente o novo primaz português, o metropolita João Gabriel.

### Autonomia e Rompimento com a Polônia
Em 2001, a Igreja rompeu a comunhão com a Polônia por razões pastorais locais. Desde então, a Igreja Ortodoxa Portuguesa mantém status autônomo e não está em comunhão com nenhuma outra Igreja Ortodoxa.

## Estrutura e Hierarquia
A Igreja é atualmente liderada pelo metropolita João II, que serve como primaz e chefe da Igreja. Ele sucedeu o falecido Metropolita João Gabriel, o fundador da Igreja.
Outros bispos importantes incluem:
- Arcebispo Tiago, arcebispo emérito de Coimbra e Aveiro
- Arcebispo Teodoro, arcebispo de Évora e Setúbal, e chanceler da igreja
- Bispo Paulo de Silves e Portimão

A Sé Primazial e Catedral Principal da Igreja fica na Igreja da Santíssima Trindade do Santuário de Nossa Senhora das Graças em Torres Novas.

### Instituições e Mosteiros
A Igreja Ortodoxa Portuguesa possui várias instituições e mosteiros importantes, incluindo:
- Academia Ortodoxa de Teologia de São Martinho de Dume - instituição teológica fundada em 1976.
- Mosteiro da Transfiguração em Sintra - primeiro mosteiro ortodoxo fundado em Portugal em 1976.
- Mosteiro da Dormição da Mãe de Deus em Sintra
- Mosteiro de São João Teólogo em Torres Novas
- Mosteiro de Santa Catarina na Mealhada
- Mosteiro do Nascimento da Mãe de Deus em Vila Franca de Xira

Estes mosteiros seguem a tradição monástica ortodoxa e alguns têm vínculos espirituais com importantes mosteiros do Monte Atos na Grécia.

### Atividades e Presença
A Igreja Ortodoxa Portuguesa realiza atividades pastorais, educacionais, sociais e missionárias em todo o país português e na diáspora portuguesa. Possui paróquias em várias cidades, incluindo Lisboa, Sintra, Torres Vedras, Marinha Grande, Mafra, Arganil e até em cidades da Galiza, Espanha.